# Касањ (Горња Гарона)
Касањ (фр. Cassagne) је насељено место у Француској у региону Миди Пирене, у департману Горња Гарона.
По подацима из 2011. године у општини је живело 645 становника, а густина насељености је износила 58,8 становника/km².

## Демографија
| 1962. | 1968. | 1975. | 1982. | 1990. | 2011. |
| ----- | ----- | ----- | ----- | ----- | ----- |
| 663   | 647   | 585   | 594   | 618   | 645   |